# اشتون (نبراسکا)
اشتون(به انگلیسی: Ashton) شهری در ایالت نبراسکا کشور ایالات متحده آمریکا است که جمعیت آن در سرشماری سال ۲۰۱۰ میلادی، ۱۹۴ نفر بوده‌است.